# Abrahadabra
Abrahadabra — восьмой студийный альбом норвежской блэк-метал-группы Dimmu Borgir, издан 24 сентября 2010 года.
В записи, длившейся одиннадцать месяцев, принимали участие Шаграт, Силенос и Гальдер. На альбоме присутствуют композиции, записанные с участием Оркестра Норвежского радио, а также норвежского хора Schola Cantorum de Paris, в котором выступают более ста человек.
Название альбома заимствовано из Книги закона английского оккультиста Алистера Кроули, в которой оно означает выражение «я творю, говоря». Abrahadabra — второй альбом после Stormblåst, в названии которого не три слова, что по словам Силеноса символизирует развитие музыкального стиля.
Дизайн обложки был создан Йоахимом Лютке (Joachim Luetke), охарактеризовавшим её «ледяной, бледной, зимней, пост-индустриальной». Его целью было изобразить маску богов Старцев — пришельцев из мифов Ктулху Говарда Лавкрафта.

## Список композиций
Список композиций стал известен 23 июля 2010 года.
| №   | Название                      | Длительность |
| --- | ----------------------------- | ------------ |
| 1.  | «Xibir»                       | 2:50         |
| 2.  | «Born Treacherous»            | 5:02         |
| 3.  | «Gateways»                    | 5:10         |
| 4.  | «Chess with the Abyss»        | 4:08         |
| 5.  | «Dimmu Borgir»                | 5:35         |
| 6.  | «Ritualist»                   | 5:13         |
| 7.  | «The Demiurge Molecule»       | 5:29         |
| 8.  | «A Jewel Traced Through Coal» | 5:16         |
| 9.  | «Renewal»                     | 4:11         |
| 10. | «Endings and Continuations»   | 5:58         |

| №   | Название                                | Длительность |
| --- | --------------------------------------- | ------------ |
| 11. | «Gateways» (оркестровая версия)         | 5:11         |
| 12. | «Perfect Strangers» (Deep Purple cover) | 5:01         |

## Участники записи
- Шаграт — вокал, клавишные
- Силенос — гитара
- Галдер — гитара
- Сноуи Шоу — бас-гитара, чистый вокал (на треках 4, 6, 9, 12)[4]
- Дарай — ударные
- Аньет Кьёлсруд (из Animal Alpha) — женский вокал[5] (на треках 3, 10)
- Гарм (из Ulver, Arcturus, Borknagar) — чистый вокал (на треке 10)

## Чарты
Альбом дебютировал на 42-м месте чарта Billboard 200. В США был продан тиражом более 9 600 единиц через неделю с момента запуска в продажу.
| Чарт                    | Пиковая позиция |
| ----------------------- | --------------- |
| США · The Billboard 200 | 42              |
| СШАTop Hard Rock Albums | 5               |
| СШАRock Albums          | 13              |
| Норвегия                | 2               |
| Швейцария               | 24              |